# Sant Pere de Roda de Ter
|  | Pel que fa a l'església homònima de l'Esquerda, vegeu jaciment arqueològic de l'Esquerda. |

Sant Pere és una església parroquial d'estil barroc a la vila de Roda de Ter (Osona).

## Arquitectura
Planta de tres naus. La central és més alta que les laterals, de les quals s'aixequen uns contraforts que fan de descàrrega a la nau central. És coberta a dues aigües i sobresurt un cos de planta rectangular que cobreix la petita cúpula de forma d'el·lipse que s'aixeca al centre de la nau central.
A la façana hi ha un portal de forma d'arc rebaixat, al damunt hi ha una espècie de frontó lobulat al centre del qual hi ha la imatge de Sant Pere, a la part de les capelles laterals s'hi descriuen unes volutes de pedra.
La construcció és bastida amb pedra i arrebossada al damunt.

## Història
Aquesta església està situada al cap del Pont (a l'antic camí de França), on al segle xi s'erigí un pedronet en honor de Santa Maria del Sòl del Pont i que al segle xii (1177) es convertí en capella. Al seu entorn s'originà el poble antic. L'església parroquial era la de Sant Pere de l'Esquerda, però al 1313 degut a unes lluites feudals, aquella església es destruí i els feligresos traslladaren provisionalment el culte a la capella abans esmentada. La parroquialitat a l'actual església de Sant Pere esdevingué definitiva al 1335.
Més tard es construí una nova capella dedicada a la Verge de Sòl del Pont a l'altra banda del pont.